# Dešenice (przystanek kolejowy)
Dešenice – przystanek kolejowy w Dešenicach, w kraju pilzneńskim, w Czechach. Położony jest na wysokości 525 m n.p.m.
Na przystanku nie ma możliwości kupienie biletu, a obsługa podróżnych odbywa się w pociągu.

## Linie kolejowe
- 183 Plzeň – Klatovy – Železná Ruda-Alžbětín